# Rue Guy-de-Combaud-Roquebrune
 (septembre 2021).
La rue Guy-de-Combaud-Roquebrune est une voie marseillaise située dans le 7e arrondissement de Marseille.

## Situation et accès
Cette courte rue en ligne droite se situe dans le quartier de Saint-Lambert. Elle démarre de l’avenue de la Corse, en face de la caserne d’Aurelle et se termine à l’intersection avec les rues Sauveur-Tobelem et François-Taddeï. Cette dernière la prolonge jusqu’à la rue d'Endoume.

## Origine du nom
La rue doit son nom à Guy de Combaud-Roquebrune (1904-1944), officier parachutiste français. Guy de Combaud de Roquebrune possédait de son vivant l’imprimerie Ferran au numéro 28 de la rue Saint-Victor où, en tant que résistant, il imprimait le journal clandestin Combat. Il fut arrêté puis emprisonné en 1942 au Fort Saint-Nicolas avant d’être libéré 6 mois plus tard.

## Historique
La voie prend sa dénomination actuelle par délibération du conseil municipal en date du 27 juillet 1946. 
Cette rue, ainsi que la rue François-Taddeï, se nommaient auparavant « rue Saint-Victor » du nom de l’abbaye située à proximité.
La rue est classée dans la voirie de Marseille le 28 avril 1855.